# Herrschaft Biberberg
Die Herrschaft Biberberg mit Sitz in Biberberg, heute ein Gemeindeteil von Pfaffenhofen an der Roth im Landkreis Neu-Ulm in Bayern, wurde im Jahr 1666 vom Kloster Kaisheim erworben. 
Im Rahmen der Säkularisation im Jahr 1802/03 kam die Herrschaft Biberberg an Bayern.